# Ben H. Winters

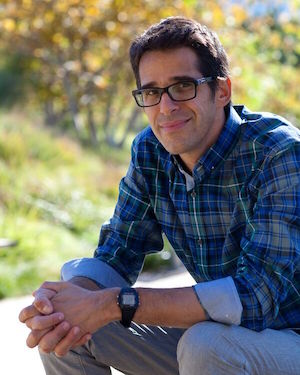

Benjamin Allen H. Winters (Potomac, 14 giugno 1976) è uno scrittore, poeta e drammaturgo statunitense.

## Biografia
Nato a Potomac, Maryland, nel 1976, vive e lavora a Indianapolis.
Laureato all'Università di Washington, è autore di numerosi romanzi che spaziano dalla fantascienza al giallo, di raccolte poetiche e testi teatrali.
Tra i riconoscimenti ottenuti spiccano un Edgar Award per Un omicidio alla fine del mondo e un Premio Philip K. Dick per Il conto alla rovescia.

## Opere

### Romanzi
- Sense and Sensibility and Sea Monsters (2009)
- Android Karenina (2010)
- The Secret Life of Ms. Finkleman (2010)
- The Mystery of the Missing Everything (2011)
- Una casa perfetta (Bedbugs, 2011), Milano, Tre60, 2012 Traduzione di Ilaria Katerinov ISBN 978-88-6702-018-8
- Un omicidio alla fine del mondo (The Last Policeman, 2012), Milano, Piemme, 2016 Traduzione di Maurizio Bartocci ISBN 978-88-566-4206-3
- Il conto alla rovescia (Countdown City, 2013), Milano, Piemme, 2016 Traduzione di Maurizio Bartocci e Valerio Palmieri ISBN 978-88-566-4219-3
- L'ultimo crimine (World of Trouble, 2014), Milano, Piemme, 2016 Traduzione di Maurizio Bartocci ISBN 978-88-566-4220-9
- Underground Airlines (2016)

### Poesia
- Literally Disturbed: Tales to Keep You Up at Night (2013)
- Literally Disturbed #2: More Tales to Keep You Up at Night (2015)
- Romantically Disturbed: Love Poems to Rip Your Heart Out (2015)

### Teatro
- Slut (2005)
- Breaking Up is Hard to Do (2005)
- The Midnight Ride of Paul Revere (2006)
- A (Tooth) Fairy Tale (2009)
- Uncle Pirate (2010)